# اچ‌ام‌ای‌اس وایالا (جی۱۵۳)
اچ‌ام‌ای‌اس وایالا (جی۱۵۳) (به انگلیسی: HMAS Whyalla (J153)) یک کشتی بود که طول آن ۱۸۶ فوت (۵۷ متر) بود. این کشتی در سال ۱۹۴۱ ساخته شد.